# Gongsun Zan

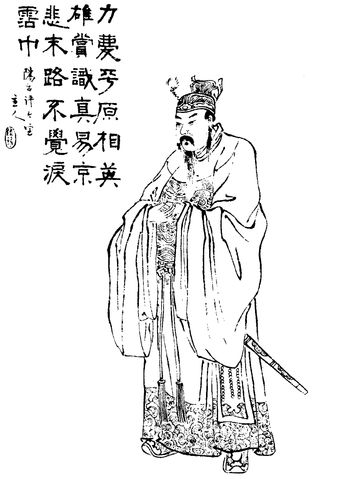

Gongsun Zan (†199) was een Chinese generaal ten tijde van de Chinese keizer Han Xiandi, de laatste keizer van de Oostelijke Han-dynastie.

## Context
Na de dood van keizer Han Lingdi in 189 brak er een paleisrevolutie uit. De achtjarige nieuwe keizer Han Xiandi werd de marionet van krijgsheer Dong Zhuo. Er werd een coalitie gesmeed door onder andere de krijgsheren Cao Cao en de halfbroers Yuan Shao en Yuan Shu om Dong Zhuo ten val te brengen. Toen hij uiteindelijk werd vermoord in 192 ontstond er argwaan tussen de halfbroers. Cao Cao koos partij voor Yuan Shao, Gongsun Zan voor Yuan Shu.
Het kwam tot een treffen tussen Yuan Shao en Dong Zhuo in de slag bij Yijing in 199, waarbij Dong Zhuo om het leven kwam.